# 豪田トモ
豪田トモ（ごうだ とも、1973年2月25日 - ）は日本の映画監督。東京都多摩市出身。

## 略歴
- 中央大学法学部卒。
- 6年間の会社勤めの後、映画監督になるという夢を叶えるべく、29歳でカナダ・バンクーバーへ渡り4年間、映画製作の修行をする。
- 在カナダ時に制作した短編映画は、日本国内、バンクーバー、トロント等数々の映画祭にて入選。
- 帰国後はフリーランスの映像クリエイターとして、テレビ向けドキュメンタリーやプロモーション映像などを制作。2007年、映像プロダクション、株式会社インディゴ・フィルムズを設立。代表取締役に就任。
- 2008年よりドキュメンタリー映画『うまれる』（ナレーション：つるの剛士）の製作開始。2010年11月6日より全国劇場公開し、現在も自主上映会が全国で開催されており、特に赤ちゃん連れで映画を観に行ける「ママさんタイム」は好評である。
- 映画公開と同時期に「うまれる」のプロデューサー、牛山朋子と結婚し、一女を授かっている。
- 2014年に樹木希林がナレーションをする『ずっと、いっしょ。』を公開。
- 2020年に『ママをやめてもいいですか！？』（ナレーション：大泉洋）を劇場公開と同時にオンライン上映を行う。
- 2022年に『こどもかいぎ』（ナレーション：糸井重里）を公開。
- シリーズ作品は、累計１００万人以上を動員。
- 著書に「うまれる かけがえのない、あなたへ」（PHP研究所）、「えらんでうまれてきたよ」（二見書房）、小説『オネエ産婦人科』（サンマーク出版）、「子どもが対話する保育「サークルタイム」のすすめ」（小学館）、「「こどもかいぎ」のトリセツ」（中央法規出版）がある。
- 2024年、絵本「おなかのあかちゃん、もういいか～い？ 」（ポプラ社）を出版。

## 主な監督作品
- 『しごとのいみ』（2009年)
- 『うまれる』（2010年)
- 『ずっと、いっしょ。』（2014年)
- 『ママをやめてもいいですか!?』（2020年)
- 『こどもかいぎ』（2022年)